# 비그필드
비그필드(덴마크어: Whigfield, 본명: 사니 샤를로테 카를손(Sannie Charlotte Carlson), 1970년 4월 11일 ~ )는 덴마크의 가수이다. 그녀의 대뷔 초기 보컬은 유로비트와 이탈로 디스코로도 유명한 애널리 엠마 고든(Annerley Emma Gordon)이 맡았다.

## 음반 목록

### 정규 앨범
- 《Whigfield》 (1994년)
- 《The Remixes Album》 (1995년)
- 《Whigfield II》 (1997년)
- 《Whigfield III》 (2000년)
- 《Whigfield 4》 (2002년)
- 《Was A Time: The Album (CD+DVD)》 (2004년)
- 《Was a Time: The Essential Whigfield (DVD+CD)》 (2004년)
- 《Waiting For Saturday: Her Greatest Hits》 (2004년)
- 《All In One》 (2007년)
- 《All In One (Special Edition 2CD)》 (2009년)
- 《W》 (2012년)